# Chung kết UEFA Europa League 2021
Trận chung kết UEFA Europa League 2021 là trận đấu cuối cùng của UEFA Europa League 2020-21, mùa giải thứ 50 của giải đấu bóng đá cấp câu lạc bộ hạng nhì châu Âu được tổ chức bởi UEFA, và là mùa giải thứ 12 kể từ khi nó được đổi tên từ Cúp UEFA thành UEFA Europa League. Trận đấu được diễn ra vào ngày 26 tháng 5 năm 2021 tại Sân vận động Gdańsk ở Gdańsk, Ba Lan giữa câu lạc bộ Tây Ban Nha Villarreal và câu lạc bộ Anh Manchester United.
Trận chung kết ban đầu dự kiến được diễn ra tại Sân vận động Ramón Sánchez Pizjuán ở Sevilla, Tây Ban Nha. Tuy nhiên, do trận chung kết năm 2020 bị hoãn và dời địa điểm tổ chức đến Cologne, các địa điểm đăng cai trận chung kết đã bị lùi lại một năm, với Gdańsk thay vào đó tổ chức trận chung kết năm 2021, do hậu quả của đại dịch COVID-19 ở châu Âu.
Villarreal thắng trận đấu 11–10 trên chấm luân lưu sau khi hoà 1–1 sau hiệp phụ, qua đó giành được danh hiệu lớn đầu tiên trong lịch sử của câu lạc bộ. Với tư cách đội vô địch, Villareal giành quyền thi đấu với đội vô địch của UEFA Champions League 2020-21 trong trận Siêu cúp châu Âu 2021. Họ cũng đủ điều kiện để tham dự vòng bảng của UEFA Champions League 2021-22.

## Các đội bóng
Trong bảng sau đây, các trận chung kết đến năm 2009 thuộc kỷ nguyên Cúp UEFA, kể từ năm 2010 thuộc kỷ nguyên UEFA Europa League.
| Đội               | Các lần tham dự trận chung kết trước (in đậm thể hiện năm vô địch) |
| ----------------- | ------------------------------------------------------------------ |
| Villarreal        | Không có                                                           |
| Manchester United | 1 (2017)                                                           |

## Địa điểm

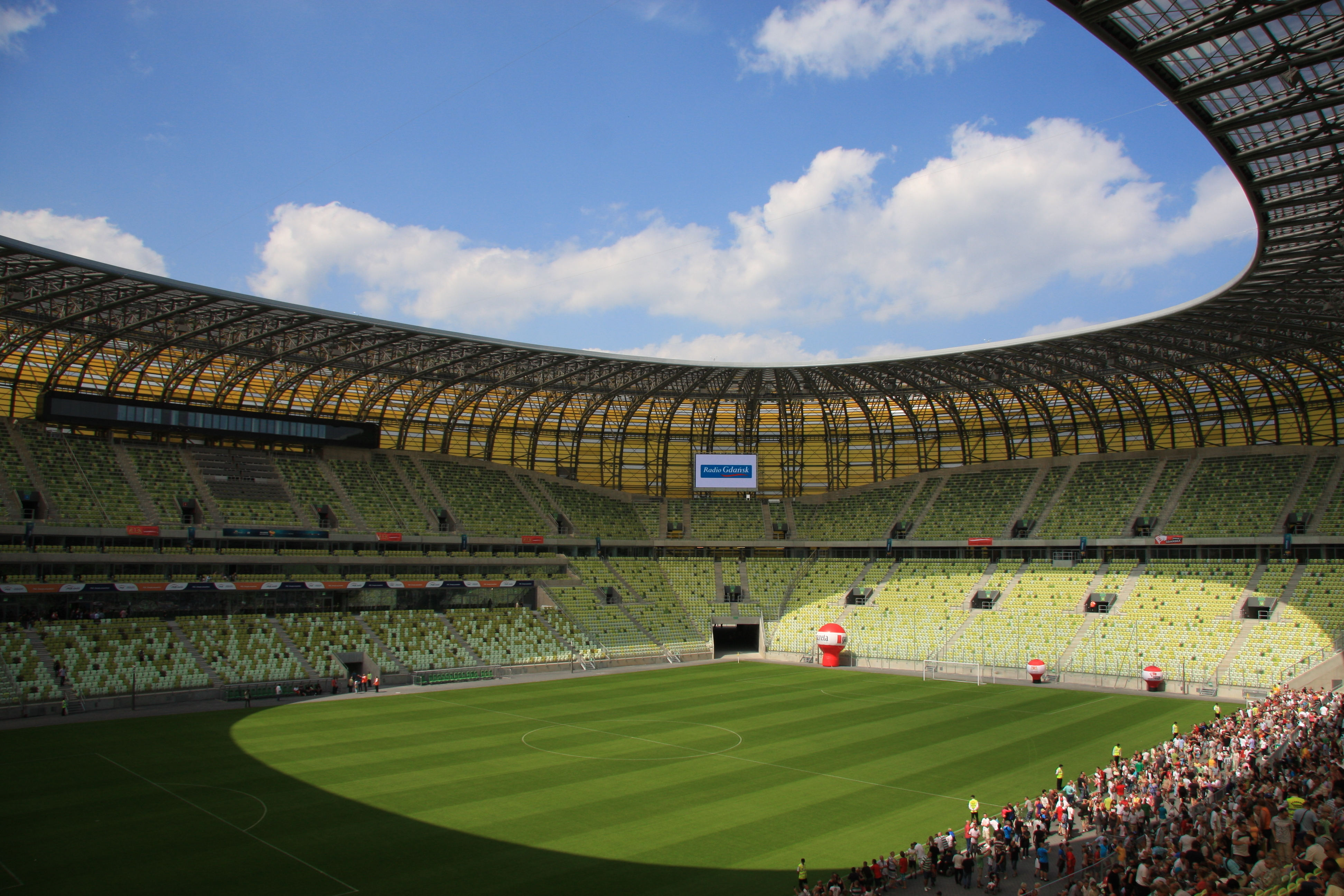
Sân vận động Gdańsk ở Gdańsk là nơi tổ chức trận chung kết.

Sân vận động Gdańsk được lựa chọn bởi Ủy ban điều hành UEFA trong cuộc họp của họ ở Kiev vào ngày 24 tháng 5 năm 2018. Đây là trận chung kết giải đấu cấp câu lạc bộ UEFA đầu tiên được tổ chức tại sân vận động này, và là một trong những địa điểm tổ chức UEFA Euro 2012. Đây là trận chung kết cấp câu lạc bộ UEFA thứ hai ở Ba Lan, đã từng tổ chức trận chung kết UEFA Europa League 2015 tại Sân vận động Quốc gia ở Warsaw. Khi sân vận động được lựa chọn để tổ chức trận chung kết năm 2020, sân được biết đến với tên gọi Sân vận động Energa Gdańsk, nên do điều lệ tài trợ của UEFA, địa điểm này được gọi là Sân vận động Gdańsk cho các tư liệu quảng bá cho trận đấu. Mặc dù hợp đồng tài trợ với Energa kết thúc vào tháng 11 năm 2020, sân vận động tiếp tục được biết đến với tên gọi Sân vận động Gdańsk cho trận chung kết.
Vào ngày 17 tháng 6 năm 2020, Ủy ban điều hành UEFA thông báo rằng do việc hoãn và dời địa điểm của trận chung kết năm 2020, Gdańsk thay vào đó tổ chức trận chung kết năm 2021.

## Thông tin trận đấu

### Chi tiết
Đội "chủ nhà" (vì mục đích hành chính) được xác định bằng một lượt bốc thăm bổ sung được tổ chức sau khi bốc thăm vòng tứ kết và vòng bán kết.
| Villarreal                                                                                       | 1–1 (s.h.p.) | Manchester United                                                                                    |
| ------------------------------------------------------------------------------------------------ | ------------ | --- |
| - Gerard 29'                                                                                     | Chi tiết     | - Cavani 55'                                                                                         |
| Loạt sút luân lưu                                                                                |              | |
| - Gerard - Raba - Alcácer - Moreno - Parejo - Gómez - Albiol - Coquelin - Mario - Torres - Rulli | 11–10        | - Mata - Telles - Fernandes - Rashford - Cavani - Fred - James - Shaw - Tuanzebe - Lindelöf - De Gea |

| Villarreal | Manchester United |

| GK               | 13 | Gerónimo Rulli    |     |        |
| RB               | 8  | Juan Foyth        | 84' | 88'    |
| CB               | 3  | Raúl Albiol (c)   |     |        |
| CB               | 4  | Pau Torres        |     |        |
| LB               | 24 | Alfonso Pedraza   |     | 88'    |
| CM               | 5  | Dani Parejo       |     |        |
| CM               | 25 | Étienne Capoue    | 54' | 120+3' |
| CM               | 14 | Manu Trigueros    |     | 77'    |
| RF               | 7  | Gerard Moreno     |     |        |
| CF               | 9  | Carlos Bacca      |     | 60'    |
| LF               | 30 | Yeremi Pino       |     | 77'    |
| Dự bị:           |    |                   |     |        |
| GK               | 1  | Sergio Asenjo     |     |        |
| DF               | 2  | Mario Gaspar      |     | 88'    |
| DF               | 6  | Ramiro Funes Mori |     |        |
| DF               | 15 | Pervis Estupiñán  |     |        |
| DF               | 18 | Alberto Moreno    |     | 88'    |
| DF               | 20 | Rubén Peña        |     |        |
| DF               | 21 | Jaume Costa       |     |        |
| MF               | 12 | Dani Raba         |     | 120+3' |
| MF               | 19 | Francis Coquelin  |     | 60'    |
| MF               | 23 | Moi Gómez         |     | 77'    |
| FW               | 17 | Paco Alcácer      |     | 77'    |
| FW               | 34 | Fer Niño          |     |        |
| Huấn luyện viên: |    |                   |     |        |
| Unai Emery       |    |                   |     |        |

| GK                  | 1  | David de Gea        |      |        |
| RB                  | 29 | Aaron Wan-Bissaka   |      | 120+3' |
| CB                  | 2  | Victor Lindelöf     |      |        |
| CB                  | 3  | Eric Bailly         | 82'  | 116'   |
| LB                  | 23 | Luke Shaw           |      |        |
| CM                  | 6  | Paul Pogba          |      | 116'   |
| CM                  | 39 | Scott McTominay     |      | 120+3' |
| RW                  | 11 | Mason Greenwood     |      | 100'   |
| AM                  | 18 | Bruno Fernandes (c) |      |        |
| LW                  | 10 | Marcus Rashford     |      |        |
| CF                  | 7  | Edinson Cavani      | 113' |        |
| Dự bị:              |    |                     |      |        |
| GK                  | 13 | Lee Grant           |      |        |
| GK                  | 26 | Dean Henderson      |      |        |
| DF                  | 5  | Harry Maguire       |      |        |
| DF                  | 27 | Alex Telles         |      | 120+3' |
| DF                  | 33 | Brandon Williams    |      |        |
| DF                  | 38 | Axel Tuanzebe       |      | 116'   |
| MF                  | 8  | Juan Mata           |      | 120+3' |
| MF                  | 17 | Fred                |      | 100'   |
| MF                  | 19 | Amad Diallo         |      |        |
| MF                  | 21 | Daniel James        |      | 116'   |
| MF                  | 31 | Nemanja Matić       |      |        |
| MF                  | 34 | Donny van de Beek   |      |        |
| Huấn luyện viên:    |    |                     |      |        |
| Ole Gunnar Solskjær |    |                     |      |        |

| Cầu thủ xuất sắc nhất trận đấu: Étienne Capoue (Villarreal) Trợ lý trọng tài: Nicolas Danos (Pháp) Cyril Gringore (Pháp) Trọng tài thứ tư: Slavko Vinčić (Slovenia) Trợ lý trọng tài video: François Letexier (Pháp) Hỗ trợ trợ lý trọng tài video: Jérôme Brisard (Pháp) Benjamin Pagès (Pháp) Pol van Boekel (Hà Lan) | Luật trận đấu - 90 phút thi đấu chính thức. - 30 phút hiệp phụ nếu tỷ số hòa sau thời gian thi đấu chính thức. - Loạt sút luân lưu nếu tỷ số vẫn hòa sau 30 phút hiệp phụ. - Mỗi đội có 12 cầu thủ dự bị. - Mỗi đội thay tối đa 5 cầu thủ, với cầu thủ thứ sáu được phép thay ở hiệp phụ. |

### Thống kê
| Thống kê           | Villarreal | Manchester United |
| ------------------ | ---------- | ----------------- |
| Bàn thắng ghi được | 1          | 0                 |
| Tổng cú sút        | 5          | 4                 |
| Cú sút trúng đích  | 1          | 1                 |
| Cứu thua           | 2          | 0                 |
| Kiểm soát bóng     | 36%        | 64%               |
| Phạt góc           | 4          | 1                 |
| Phạm lỗi           | 2          | 6                 |
| Việt vị            | 0          | 1                 |
| Thẻ vàng           | 0          | 0                 |
| Thẻ đỏ             | 0          | 0                 |

| Thống kê           | Villarreal | Manchester United |
| ------------------ | ---------- | ----------------- |
| Bàn thắng ghi được | 0          | 1                 |
| Tổng cú sút        | 3          | 9                 |
| Cú sút trúng đích  | 0          | 1                 |
| Cứu thua           | 0          | 0                 |
| Kiểm soát bóng     | 44%        | 56%               |
| Phạt góc           | 2          | 2                 |
| Phạm lỗi           | 7          | 5                 |
| Việt vị            | 0          | 2                 |
| Thẻ vàng           | 2          | 1                 |
| Thẻ đỏ             | 0          | 0                 |

| Thống kê           | Villarreal | Manchester United |
| ------------------ | ---------- | ----------------- |
| Bàn thắng ghi được | 0          | 0                 |
| Tổng cú sút        | 4          | 1                 |
| Cú sút trúng đích  | 0          | 0                 |
| Cứu thua           | 0          | 0                 |
| Kiểm soát bóng     | 52%        | 48%               |
| Phạt góc           | 1          | 0                 |
| Phạm lỗi           | 1          | 4                 |
| Việt vị            | 0          | 1                 |
| Thẻ vàng           | 0          | 1                 |
| Thẻ đỏ             | 0          | 0                 |

| Thống kê           | Villarreal | Manchester United |
| ------------------ | ---------- | ----------------- |
| Bàn thắng ghi được | 1          | 1                 |
| Tổng cú sút        | 12         | 14                |
| Cú sút trúng đích  | 1          | 2                 |
| Cứu thua           | 2          | 0                 |
| Kiểm soát bóng     | 43%        | 57%               |
| Phạt góc           | 7          | 3                 |
| Phạm lỗi           | 10         | 15                |
| Việt vị            | 0          | 4                 |
| Thẻ vàng           | 2          | 2                 |
| Thẻ đỏ             | 0          | 0                 |